# ザ・モブ
ザ・モブ（The Mob）は、2005年に結成されたアメリカのハードロック・スーパーグループであり、そのメンバーは他のバンド（ウィンガー、キングスX、ナイト・レンジャー、ホワイトスネイクなど）のミュージシャンとして知られていた。バンドは同年、フロンティアーズ・レコードから唯一のセルフタイトル・アルバムをリリースした 。

## 略歴
このグループは、レブ・ビーチ（ギター）によってまとめられた。フロンティアーズ・レコードの担当者に彼が書いた曲のいくつかを聴かせたところ、アルバムをレコーディングできるミュージシャンを探すよう勧められた。ビーチは、ホワイトスネイクで一緒に仕事をしたキーボーディストのティモシー・ドゥルーリーと、ドラマーのケリー・ケイギー（ナイト・レンジャー）、そしてキングスXのシンガーであるダグ・ピニックをプロジェクトのメンバーに選んだ。
ビーチと共にウィンガーを結成したキップ・ウィンガーが、アルバムのプロデューサーを勝ち得た。プロデューサーとしての仕事に加えて、アルバムではベースを演奏したが、メンバーには名を連ねなかった。コンサートでは、ピニックがこのパートを引き継ぐ必要があった。
セルフタイトルのアルバムは、2005年4月にナッシュビルにあるウィンガーのスタジオで録音された。「The Magic」という曲ではドラマーのケイギーが歌い、他のすべての曲はピニックが歌った。アルバムには11曲（と1曲のリミックス）が収録され、2005年11月7日にリリースされた。肯定的なレビュー（『Rock Hard』誌は「飾り気のないヒットアルバムだ」と書いた）にもかかわらず、グループは商業的な成功を収められなかったため、この1枚のリリースにとどまった。

## メンバー
- レブ・ビーチ (Reb Beach) – ギター、バック・ボーカル
- ダグ・ピニック (Doug Pinnick) – リード・ボーカル
- ケリー・ケイギー (Kelly Keagy) – ドラム、バック・ボーカル、「The Magic」のリード・ボーカル
- ティモシー・ドゥルーリー (Timothy Drury) – キーボード、バック・ボーカル

サポート・メンバー
- キップ・ウィンガー (Kip Winger) – ベース、バック・ボーカル ※プロデューサーも担当

## ディスコグラフィ

### アルバム
- 『ザ・モブ』 - The Mob (2005年、Frontiers)